# Каранчо
«Каранчо» (исп. Carancho) — аргентинская криминальная драма режиссёра Пабло Траперо с актёрами Рикардо Даринем и Мартиной Гусман в главных ролях. Фильм был представлен в программе Особый взгляд на Каннском кинофестивале 2010 года. «Каранчо» был выдвинут от Аргентины на соискание премии «Оскар» в категории «Лучший фильм на иностранном языке» на 83-й церемонии, но не вошёл в число номинантов.

## Сюжет
Соса (Рикардо Дарин) — юрист, исключённый из коллегии адвокатов, который работает «стервятником», выискивая в отделениях скорой помощи и полицейских участках своих потенциальных клиентов для юридической защиты. Однажды ночью он встречает Лухан, приехавшую из провинции и работающую фельдшером на скорой помощи.

## В ролях
- Рикардо Дарин — Соса
- Мартина Гусман — Лухан
- Карлос Вебер — Эль-Перро
- Хосе Луис Ариас — Касаль
- Фабиано Ронсано — Пико
- Лорен Акунья — Мариана
- Габриэль Альмирон — Муньос
- Хосе Мануэль Эспече — Гарридо